# Romet Canyon
Romet Canyon – rower klasy MTB produkowany w Polsce w latach 90. XX wieku. Wersja standard, na ramie stalowej, posiadała koła o rozmiarze 26 x 1,9 oraz osprzęt - przekładnie/przerzutki Shimano. Przekładnia (przerzutka przednia) pracowała w trybie pracy ciągłej, natomiast przerzutka tylna w trybie indeksowym. Łącznie rower posiadał 18 biegów (3 x 6). Często określany jest jako "pierwszy polski rower górski".